# Sainte-Colombe, Manche

Sainte-Colombe este o comună în departamentul Manche, Franța. În 1 ianuarie 2022 avea o populație de 181 de locuitori.